# Règle de Hund
En physique atomique, les règles de Hund se réfèrent à un ensemble de règles simples utilisées pour déterminer quel est le terme spectroscopique fondamental de l'atome considéré. Elles furent proposées par Friedrich Hund. En chimie, la première de ces règles est particulièrement importante, et l'on se réfère souvent à elle seule sous le terme de « règle de Hund ».
Les trois règles de Hund sont :
1. Pour une configuration électronique donnée, le terme de plus faible énergie est celui maximisant le spin total ({\displaystyle S\,} maximal), ainsi que la multiplicité qui égale {\displaystyle 2S+1\,}.
2. Pour un spin total donné, le terme de plus faible énergie est celui de plus grande valeur de {\displaystyle L\,} (moment cinétique orbital total).
3. Pour un terme spectroscopique donné, dans un atome ayant sa couche externe à moitié pleine ou moins, le niveau de plus faible énergie est celui minimisant {\displaystyle J\,} (nombre quantique lié au couplage spin-orbite). Dans un atome ayant sa couche externe plus qu'à moitié pleine, le niveau de plus faible énergie est celui de {\displaystyle J\,} le plus élevé.

Ces règles montrent comment trouver de manière simple le terme spectroscopique fondamental. Elles supposent que le couplage spin-orbite est négligeable devant la répulsion des électrons de la couche externe, mais qu'il est aussi dominant par rapport à toutes les autres interactions non prises en compte. On parle alors de régime de couplage spin-orbite.
Les orbitales pleines ou les orbitales vides ne contribuent ni au spin total S, ni au moment cinétique orbitalaire total L. On peut montrer que dans ces cas là, le terme électrostatique résiduel (dû à la répulsion électronique) et le couplage spin-orbite, ne peuvent que déplacer en bloc tous les niveaux d'énergie. De ce fait, on ne considère en général que les électrons de valence pour ordonner les niveaux d'énergie.

## Règle 1
En raison du principe d'exclusion de Pauli, 2 électrons ne peuvent partager les mêmes nombres quantiques dans le même système. Ainsi, chaque orbitale spatiale ne peut abriter que 2 électrons, de spin opposé (respectivement un spin selon une direction arbitraire Z de {\displaystyle S_{Z}=1/2\,} et {\displaystyle S_{Z}=-1/2\,}). La première règle de Hund stipule que le plus bas niveau en énergie est celui maximisant la valeur de S, somme des spins respectifs de chaque électron se trouvant dans les orbitales de valence de l'atome. Par le fait même il maximise aussi la valeur de la multiplicité (2S + 1). Ainsi, chaque orbitale est d'abord occupée par un seul électron, ayant tous le même spin, jusqu'à ce qu'apparaissent nécessairement des paires.
Deux explications physiques ont été offertes (voir Levine p.303-4) pour la stabilité accrue des états de plus haute multiplicité. Aux premiers jours de la mécanique quantique, on a proposé que les électrons aux orbitales différentes sont plus éloignés les uns des autres, de sorte que l'énergie de répulsion entre électrons est réduite. Cependant cette explication est maintenant périmée. Des calculs précis basés sur la mécanique quantique à partir des années 1970 démontrent plutôt que les électrons aux orbitales simplement occupés sont moins écrantés vis-à-vis du noyau, de sorte que ces orbitales se rétrécissent et l'énergie d'attraction entre électrons et noyau est augmentée.

### Exemple
Considérons l'état fondamental de l'atome de silicium. La configuration électronique de Si est : {\displaystyle 1s^{2},2s^{2},2p^{6},3s^{2},3p^{2}\,}. Il nous faut considérer seulement les électrons {\displaystyle 3p^{2}\,}, pour lesquels on peut montrer que les termes spectroscopiques possibles sont {\displaystyle {}^{1}\!D,{}^{3}\!P,{}^{1}\!S}. Les indices supérieurs correspondent ici aux valeurs de la multiplicité {\displaystyle 2S+1\,}. La première règle de Hund dit alors que le terme d'énergie la plus basse est {\displaystyle {}^{3}\!P\,}, auquel {\displaystyle 2S+1=3\,}. Le spin total {\displaystyle S=1\,} en présence de deux électrons non appariés.

## Règle 2
Cette règle vise aussi à minimiser l'énergie de répulsion entre électrons. Elle peut être comprise en utilisant l'analogie classique suivante : si tous les électrons orbitent dans une même direction (celle de moment cinétique orbitalaire le plus élevé), ils se rencontrent moins souvent que si certains d'entre eux orbitent dans des directions opposées. Dans ce cas la force de répulsion électrostatique augmente, ce qui sépare les électrons, ajoutant une énergie potentielle répulsive, et donc augmentant l'énergie.

### Exemple
Pour le silicium, il n'y a pas de choix de l'état triplet de spin {\displaystyle (S=1)\,}. La seconde règle n'est donc pas utile. L'atome le plus léger requérant cette règle pour déterminer son terme de plus basse énergie est le titane (Ti, Z = 22) de configuration électronique 1s2 2s2 2p6 3s2 3p6 4s2 3d2. Cela conduit à 5 termes spectroscopiques dont 3 singulets (1S, 1D, et 1G) et 2 triplets (3P et 3F). On déduit de la première règle que le terme fondamental est un des deux triplets, et de la seconde règle que le terme fondamental est 3F (avec L = 3) plutôt que 3P (avec L = 1).

## Règle 3
Cette règle prend en compte les différences d'énergie liées au couplage spin-orbite. Dans le cas où le couplage est faible devant les répulsions électrostatiques des électrons, {\displaystyle L\,} et {\displaystyle S\,} restent des nombres quantiques utilisables et la différence d'énergie est donnée par :
{\displaystyle {\begin{aligned}\Delta E&=\xi (L,S)\{\mathbf {L} \cdot \mathbf {S} \}\\\ &=\ (1/2)\xi (L,S)\{J(J+1)-L(L+1)-S(S+1)\}\end{aligned}}}
La valeur de {\displaystyle \xi (L,S)\,} passe de +1 à -1 lorsque l'orbitale est plus qu'à moitié pleine. Ce terme donne la dépendance de l'état fondamental en énergie avec {\displaystyle J\,}.

### Exemples
Le terme de plus faible énergie du silicium, {\displaystyle {}^{3}\!P\,} est dégénéré neuf fois quand on néglige le couplage spin-orbite. Les valeurs de J lorsqu'on le prend en compte sont donc {\displaystyle J=2,1,0\,}. Avec seulement 2 électrons dans l'orbitale (qui peut en contenir 6), elle est moins qu'à moitié pleine, et donc le niveau d'énergie le plus bas est {\displaystyle {}^{3}\!P_{0}\,}.
Pour le soufre (S), le terme de plus faible énergie est à nouveau {\displaystyle {}^{3}\!P\,} avec des valeurs de {\displaystyle J=2,1,0\,} pour le couplage spin-orbite. Mais il y a à présent 4 électrons dans l'orbitale, le terme fondamental est donc {\displaystyle {}^{3}\!P_{2}\,}.

## États excités
Les règles de Hund marchent mieux pour la détermination de l'état fondamental d'un atome ou molécule.
Elles sont aussi assez fiables (avec échecs occasionnels) pour déterminer l'état le plus bas en énergie d'une configuration électronique excitée donnée. Alors dans l'atome d'hélium, la première règle prédit bien que l'état triplet 1s2s (3S) est plus bas que le singulet 1s2s (1S). De même pour les molécules organiques, cette règle prédit que le premier état triplet (écrit T1 dans la photochimie) est plus bas que le premier état excité singulet (S1), ce qui est généralement vrai.
Cependant les règles de Hund ne doivent pas être employées pour prévoir l'ordre des états autre que le plus bas état de chaque configuration (Levine p.303). Par exemple, l'état fondamental de l'atome de titane possède une configuration 3d2, et l'application naïve des règles de Hund suggérerait l'ordre 3F < 3P < 1G < 1D < 1S. Mais en réalité l'état 1D est inférieure en énergie à 1G.